# Stadtteilbüro

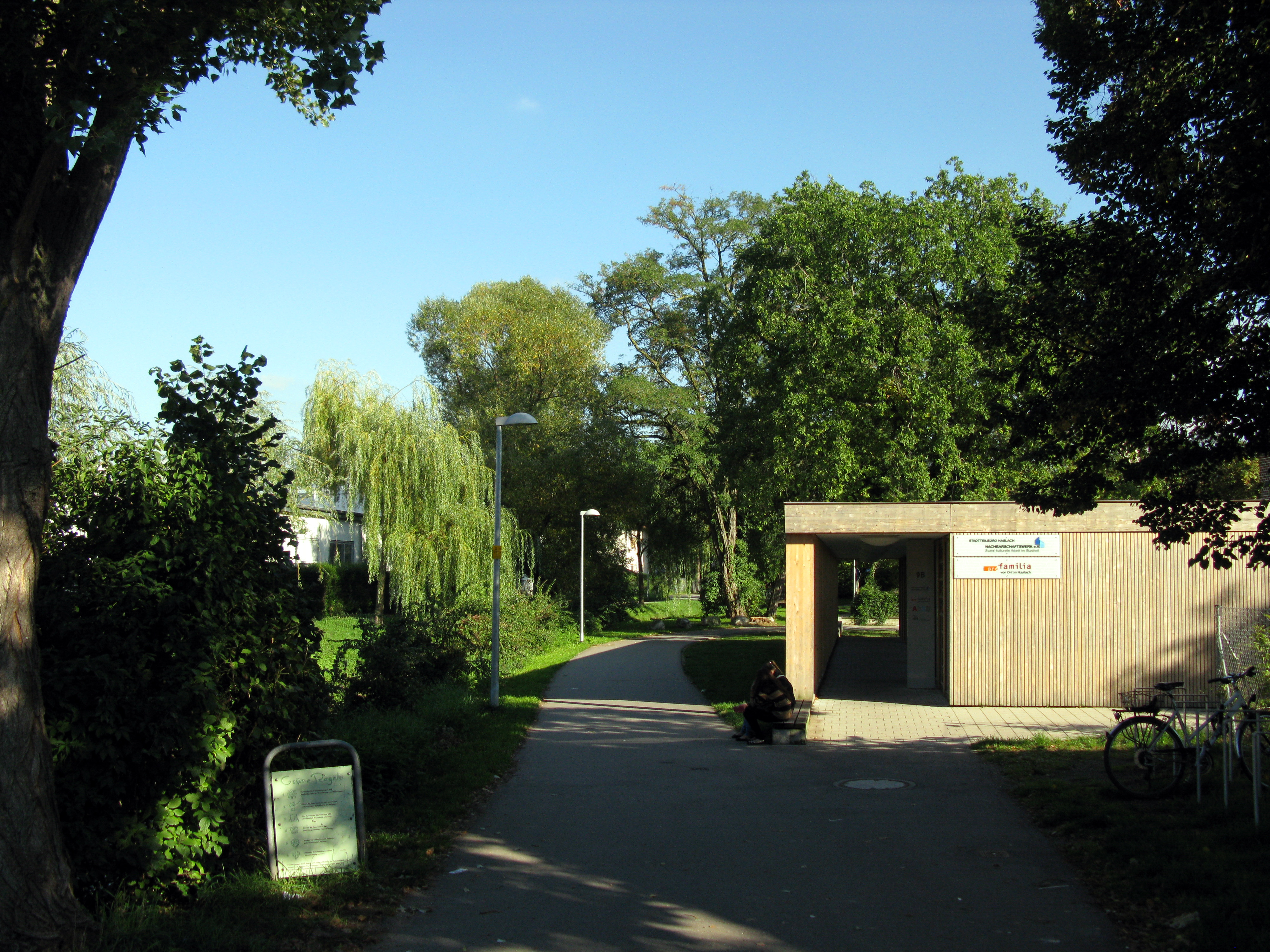
Stadtteilbüro in Freiburg-Haslach

Ein Stadtteilbüro, auch Quartiersbüro, ist eine ortsnahe Einrichtung des Quartiersmanagements und der Bürgerbeteiligung an öffentlichen Planungsprozessen in Stadtteilen. Insbesondere in Planungsprozessen der Sozialen Stadt und des Stadtumbaus sowie in Sanierungsgebieten werden Stadtteilbüros eingerichtet, um die in Deutschland im Besonderen Städtebaurecht geforderte Information und Partizipation bürgernah durchzuführen.